# Deron Quint
Deron Quint (ur. 12 marca 1976 w Durham, New Hampshire) – amerykański hokeista, reprezentant Stanów Zjednoczonych.

## Kariera
- Cardigan Mountain School (1990–1992)
- Tabor Academy (1993–1993)
- Seattle Thunderbirds (1993–1995)
- Springfield Falcons (1995–1997)
- Winnipeg Jets (1995–1996)
- Phoenix Coyotes (1997–2000)
- Syracuse Crunch (2000)
- Columbus Blue Jackets (2000–2002)
- Springfield Falcons (2002)
- Phoenix Coyotes (2002–2003)
- Chicago Blackhawks (2003–2004)
- HC Bolzano (2004–2005)
- Kloten Flyers (2005)
- Eisbären Berlin (2005–2009)
  -  New York Islanders (2006)
- Nieftiechimik Niżniekamsk (2009–2010)
- Traktor Czelabińsk (2010–2013)
- Spartak Moskwa (2013–2014)
- CSKA Moskwa (2014)
- Traktor Czelabińsk (2014-2016)
- EHC Red Bull Monachium (2016-2017)

Od czerwca 2010 zawodnik Traktora Czelabińsk. W styczniu 2011 roku przedłużył kontrakt z klubem o dwa lata. Od 1 maja 2013 zawodnik Spartaka Moskwa, związany kontraktem na dwa lata. Od połowy stycznia 2014 zawodnik CSKA Moskwa. Od maja 2014 pierwotnie powrócił do Spartaka, a w czerwcu został ponownie zawodnikiem Traktora. W sezonie KHL (2015/2016) był kapitanem drużyny. Odszedł z klubu w marcu 2016. Od czerwca 2016 zawodnik EHC Red Bull Monachium. Zyskał tam przydomek The Closer, z uwagi na umiejętność kończenia meczów.
Uczestniczył w turniejach mistrzostw świata juniorów do lat 20 edycji 1994, 1995 oraz seniorskich mistrzostw świata w 2001.

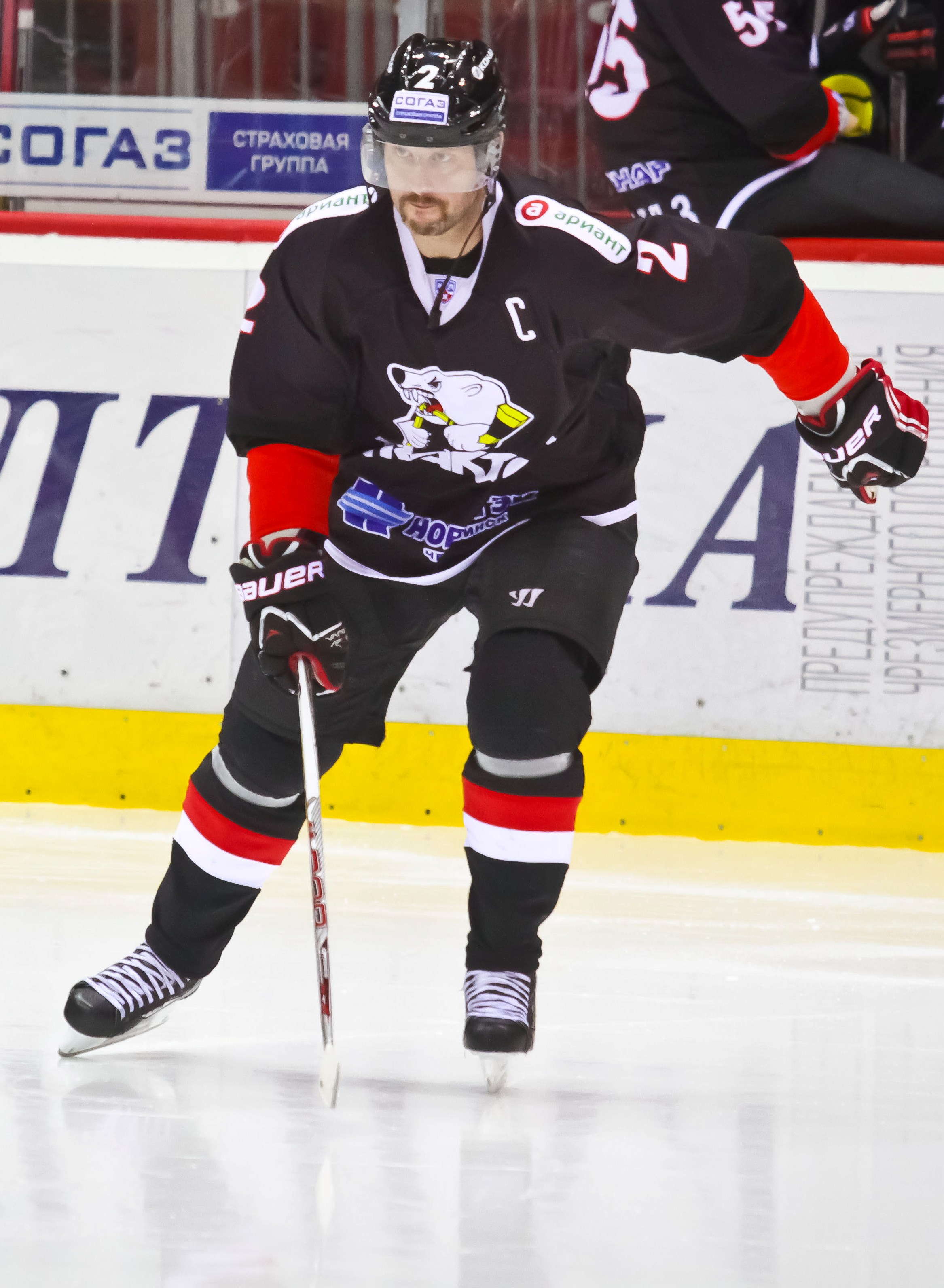
Deron Quint jako kapitan Traktora Czelabińsk (2015)

Ma żonę i dwoje dzieci.

## Sukcesy
Klubowe
- Złoty medal mistrzostw Niemiec: 2006, 2008, 2009 z Eisbären Berlin, 2017 z EHC Red Bull Monachium
- Puchar Niemiec: 2008 z Eisbären Berlin
- Mistrzostwo dywizji AHL: 1996 ze Springfield Falcons
- F.G. „Teddy” Oke Trophy: 1996 ze Springfield Falcons
- Puchar Kontynentu: 2012 z Traktorem Czelabińsk
- Brązowy medal mistrzostw Rosji: 2012 z Traktorem Czelabińsk
- Srebrny medal mistrzostw Rosji: 2013 z Traktorem Czelabińsk

Indywidualne
- CHL (1993/1994):
  - Skład gwiazd pierwszoroczniaków
- WHL (1994/1995):
  - Skład gwiazd Zachodu
- DEL (2006/2007):
  - Mecz Gwiazd DEL
- DEL (2007/2008):
  - Mecz Gwiazd DEL
  - Pierwsze miejsce w klasyfikacji strzelców wśród obrońców
  - Pierwsze miejsce w klasyfikacji kanadyjskiej wśród obrońców
- DEL (2008/2009):
  - Mecz Gwiazd
  - Pierwsze miejsce w klasyfikacji +/-: +21
- KHL (2010/2011):
  - Pierwsze miejsce w klasyfikacji strzelców wśród obrońców w sezonie zasadniczym: 21 goli
  - Piąte miejsce w klasyfikacji kanadyjskiej wśród obrońców w sezonie zasadniczym: 32 punktów
- KHL (2011/2012):
  - Trzecie miejsce w klasyfikacji asystentów wśród obrońców w fazie play-off: 8 asyst
- KHL (2012/2013):
  - Mecz Gwiazd KHL (wybrany wtórnie po odejściu grupy zawodników do ligi NHL)[12]
  - Najlepszy obrońca - finały konferencji
  - Czwarte miejsce w klasyfikacji asystentów w fazie play-off: 11 asyst
  - Pierwsze miejsce w klasyfikacji asystentów wśród obrońców w fazie play-off: 11 asyst
  - Drugie miejsce w punktacji kanadyjskiej wśród obrońców w fazie play-off: 14 punktów
- KHL (2013/2014):
  - Najlepszy obrońca miesiąca - listopad 2013
  - Mecz Gwiazd KHL[13]
  - Pierwsze miejsce w klasyfikacji strzelców wśród obrońców w sezonie zasadniczym: 13 goli
  - Piąte miejsce w klasyfikacji kanadyjskiej wśród obrońców w sezonie zasadniczym: 28 punktów
- KHL (2014/2015):
  - Najlepszy obrońca miesiąca - luty 2015[14]
  - Pierwsze miejsce w klasyfikacji strzelców wśród obrońców w fazie play-off: 3 gole